# Tarassiwka (Bila Zerkwa, Usyn)
Tarassiwka (ukrainisch Тарасівка; russisch Тарасовка Tarassowka) ist ein Dorf in der ukrainischen Oblast Kiew mit etwa 800 Einwohnern (2001).
Das Dorf wurde 1918 aus kleinen, im Zuge der Stolypiner Agrarreform entstanden Bauernhöfen gebildet und, zu Ehren des ukrainischen Nationaldichters Taras Schewtschenko, Tarassiwka benannt. Tarassiwka liegt im Osten des Rajon Bila Zerkwa am Ufer der
Rokytna  (Рокитна), einem 20 km langen, linken Nebenfluss des Ros.
Es befindet sich 33 km östlich vom Rajonzentrum Bila Zerkwa sowie 88 km südlich von Kiew.
Am 4. Oktober 2017 wurde das Dorf ein Teil der neugegründeten Stadtgemeinde Usyn, bis dahin bildete es die gleichnamige Landratsgemeinde Tarassiwka (Тарасівська сільська рада/Tarassiwska silska rada) im Osten des Rajons Bila Zerkwa.
An der Ortschaft vorbei verläuft die nationale Fernstraße N 02 / Regionalstraße P–33 und die Territorialstraße T–10–10.